# Oktaha, Oklahoma
Oktaha, Oklahoma (енгл. Oktaha) град је у америчкој савезној држави Оклахома.

## Демографија
По попису из 2010. године број становника је 390, што је 63 (19,3%) становника више него 2000. године.
| Група             | 2000.       | 2010.       |
| Белци             | 232 (70,9%) | 240 (61,5%) |
| Афроамериканци    | 11 (3,4%)   | 9 (2,3%)    |
| Азијати           | 2 (0,6%)    | 0 (0,0%)    |
| Хиспаноамериканци | 1 (0,3%)    | 8 (2,1%)    |
| Укупно            | 327         | 390         |